# Epiplatymetra coloradaria
Epiplatymetra coloradaria là một loài bướm đêm trong họ Geometridae.